# Wewoka (Oklahoma)
Wewoka es una ciudad ubicada en el condado de Seminole en el estado estadounidense de Oklahoma. En el año 2010 tenía una población de 3430 habitantes y una densidad poblacional de 274,4 personas por km².

## Geografía
Wewoka se encuentra ubicada en las coordenadas 35°08′58″N 96°29′40″O / 35.149473, -96.494361.

## Demografía
Según la Oficina del Censo en 2000 los ingresos medios por hogar en la localidad eran de $19,490 y los ingresos medios por familia eran $27,130. Los hombres tenían unos ingresos medios de $22,467 frente a los $17,670 para las mujeres. La renta per cápita para la localidad era de $12,039. Alrededor del 29.8% de la población estaban por debajo del umbral de pobreza.